# Kelet-timori centavoérmék
A kelet-timori centavoérméket 2003-ban vezették be Kelet-Timorban, hogy az Egyesült Államok dollárbankjegyei és érméi mellett használhassák, amelyeket 2000-ben vezettek be az indonéz rúpiát felváltva. Egy centavo egyenlő 1/100 dollárral azaz egy centtel. Az általános forgalomra kibocsátott érmék 1, 5, 10, 25 és 50 centavos címletűek, és helyi növényeket és állatokat ábrázolnak. 2013-ban egy 100 centavos érmét vezettek be, majd 2017-ben egy 200 centavos érmét. A nagyobb értékű, 1, illetve 2 amerikai dollárnak megfelelő érméket úgy tervezték, hogy csökkentsék az alacsony címletű amerikai bankjegyek elhasználódásuk utáni cseréjének költségeit.
A centavo érméket Lisszabonban az Imprensa Nacional-Casa da Moeda, a portugál nemzeti pénzverde veri. A panamai balboa pénzérméitől eltérően a kelet-timori centavoérmék mérete nem egyezik meg amerikai "megfelelőikkel".

## Címletek
| Kelet-timori centavoérmék | Kelet-timori centavoérmék | Kelet-timori centavoérmék | Kelet-timori centavoérmék | Kelet-timori centavoérmék                        | Kelet-timori centavoérmék | Kelet-timori centavoérmék | Kelet-timori centavoérmék                                                   |
| Kép                       | Kép                       | Névérték                  | Technikai paraméterek     | Technikai paraméterek                            | Technikai paraméterek     | Motívumok                 | Motívumok                                                                   |
| Előlap                    | Hátlap                    | Névérték                  | Átmérő                    | Összetétel                                       | Tömeg                     | Hátoldal                  | Előoldal                                                                    |
| ------------------------- | ------------------------- | ------------------------- | ------------------------- | ------------------------------------------------ | ------------------------- | ------------------------- | --------------------------------------------------------------------------- |
|                           |                           | 1 centavo                 | 17 mm                     | Nickel-coated steel                              | 3.1 g                     | nautilusz                 | Érték, felarat, kaibauk ábrázolás érték alatt, tais minta a szegély mentén. |
|                           |                           | 5 centavos                | 18,75 mm                  | Nickel-coated steel                              | 4,1 g                     | rizs                      | Érték, felarat, kaibauk ábrázolás érték alatt, tais minta a szegély mentén. |
|                           |                           | 10 centavos               | 20,75 mm                  | Nickel-coated steel                              | 5,2 g                     | kakas                     | Érték, felarat, kaibauk ábrázolás érték alatt, tais minta a szegély mentén. |
|                           |                           | 25 centavos               | 21,25 mm                  | Nickel-brass                                     | 5,85 g                    | csónak                    | Érték, felarat, kaibauk ábrázolás érték alatt, tais minta a szegély mentén. |
|                           |                           | 50 centavos               | 25 mm                     | Nickel-brass                                     | 6,5 g                     | kávébab                   | Érték, felarat, kaibauk ábrázolás érték alatt, tais minta a szegély mentén. |
|                           |                           | 100 centavos              | 23,75 mm                  | Nickel-brass ring with a cupronickel center plug | 7,25 g                    | kelet-timori lázadók      | Érték, felarat, kaibauk ábrázolás érték alatt, tais minta a szegély mentén. |
|                           |                           | 200 centavos              | 25,5 mm                   | Cupronickel ring with a brass center plug        | 8.46 g                    | Vízibivaly                | Érték, felarat, kaibauk ábrázolás érték alatt, tais minta a szegély mentén. |